# Олексяк, Джейми
Джейми Олексяк (англ. Jamie Oleksiak; род. 21 декабря 1992, Торонто) — канадский хоккеист, защитник клуба «Сиэтл Кракен».

## Карьера

### Клубная

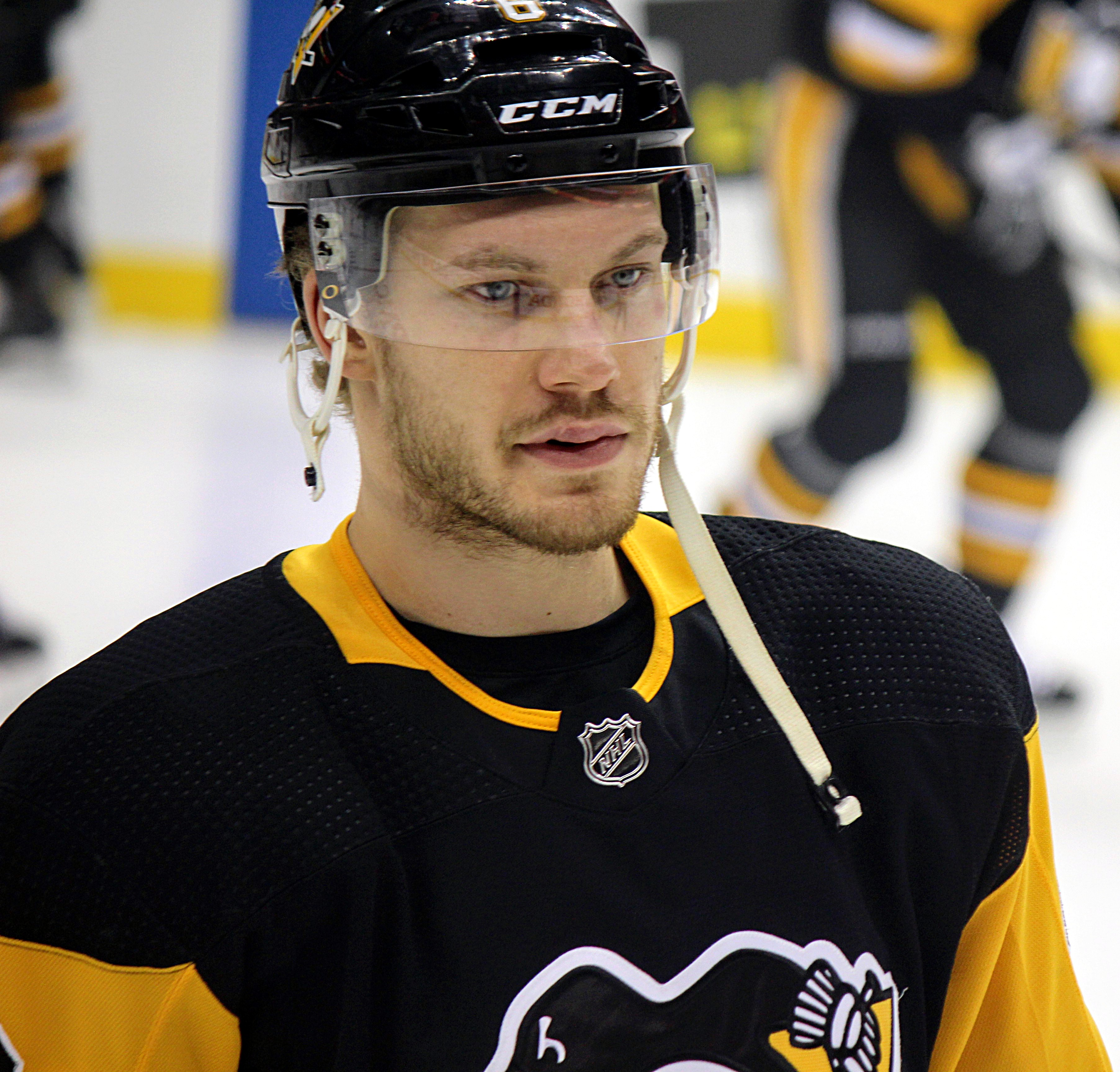
Олексяк в 2019 году в составе «Пингвинз»

На драфте НХЛ 2011 года был выбран в 1-м раунде под общим 14-м номером клубом «Даллас Старз». Он продолжил свою карьеру в OHL, играя за команды «Сагино Спирит», после чего был обменян в «Ниагару Айсдогз».
30 января 2013 года он был вызван в «Даллас» из фарм-клуба «Техас Старз». Дебютировал в НХЛ 2 февраля в матче против «Аризоны Койотис», который закончился победой «Далласа» со счётом 4:3 в серии буллитов.
Несмотря на то что он пропускал часть сезонов из-за постоянных травм, 4 августа 2017 года продлил контракт с клубом на один год. По ходу сезона из-за низких показателей он был обменян в «Питтсбург Пингвинз» на право выбора в четвёртом раунде на драфте НХЛ 2019.
Из-за качественной и продуктивной игры в новой команде, 12 июля 2018 года он подписал новый трёхлетний контракт с «Питтсбургом».
28 января 2019 года он вернулся по обмену в «Даллас Старз». В составе «Далласа» дошёл до финала Кубка Стэнли 2020, в котором «Старз» уступили «Тампе-Бэй Лайтнинг» с общим счётом 4-2.
21 июля 2021 года был выбран на драфте расширения новичком лиги клубом «Сиэтл Кракен», с которым подписал пятилетний контракт.

### Международная
Играл за молодёжную сборную на домашнем МЧМ-2012. На турнире канадцы завоевали бронзовые медали.
В мае 2024 года вошёл в состав сборной Канады на чемпионат мира 2024 года На турнире заработал 3 очка за голевые передачи.

## Семья
Старший брат олимпийской чемпионки по плаванию Пенни Олексяк.